# 레베카 페리
레베카 다이앤 "베키" 페리(Rebecca Diane Perry, 1988년 12월 29일 ~ )는 미국, 이탈리아 국적의 배구 및 비치발리볼 선수이다.

## 소속팀
- 수원 현대건설 (2018)

## 내력
2018년 5월에 열린 2018년 한국배구연맹 트라이아웃에 참가하여 5순위로 수원 현대건설에 지명되었다. 이후 V-리그 2018-19 1라운드 4경기에 출전하였으나, 5번째 경기인 11월 2일 KGC인삼공사와의 홈경기부터 무릎 부상으로 선발 명단에서 제외되었다. 이후 부상으로 방출되었다.